# Unit (Programmiersprache Pascal)
Eine Unit ist eine Quelltextdatei, die separat kompiliert wird.
Units wurden bereits in UCSD-Pascal (siehe auch Apple Pascal) eingeführt.
Eine Unit besteht aus einem öffentlichen Schnittstellen- (interface) und einem privaten Implementierungsteil (implementation). Sie dienen der Modularisierung von Softwarekomponenten und ermöglichen die Wiederverwendbarkeit von Programmteilen, die in verschiedenen Programmen benötigt werden.
Im öffentlichen Teil, der Schnittstelle einer Unit, können Typen (einschließlich Klassen, Konstanten, Variablen und Routinen (Funktionen und Prozeduren)) deklariert werden. Über einen Linker kann später eine Unit als Bibliothek in anderen Programmen verwendet werden.

## Beispiel
```
unit
 
InetTools
;
  
// Name der Unit

interface
  

uses
 
Classes
,
 
Windows
;

function
 
DownLoadInternetFile
(
const
 
Source
,
 
Dest
 
:
 
String
)
:
 
Boolean
;

implementation
  
// ab hier beginnt der ''private'' Teil

function
 
DownLoadInternetFile
(
const
 
Source
,
 
Dest
 
:
 
String
)
:
 
Boolean
;

begin

   
Result
 
:=
 
URLDownloadToFile
(
nil
,
 
PChar
(
Source
)
,
 
PChar
(
Dest
)
,
 
0
 
,
nil
)
 
=
 
0

end
;

end
.

```

Das Unit-Konzept erlaubt es dem Compiler im Hintergrund einen Abhängigkeitstest zu erstellen, damit gegenseitige Abhängigkeiten automatisch zu erkennen und mehrere Units auf einmal zu kompilieren sind.
Wenn sich z. B. das interface (die Schnittstelle) von Unit A ändert, muss der Compiler alle Units kompilieren, die diese Unit benutzen.
Wenn dagegen nur in der implementation Änderungen stattgefunden haben, braucht nur Unit A neu kompiliert zu werden.
Der Grundstein zum Unit-Konzept wurde schon 1982 von Modula-2 mit den Compilation Units gelegt.